# Cognis

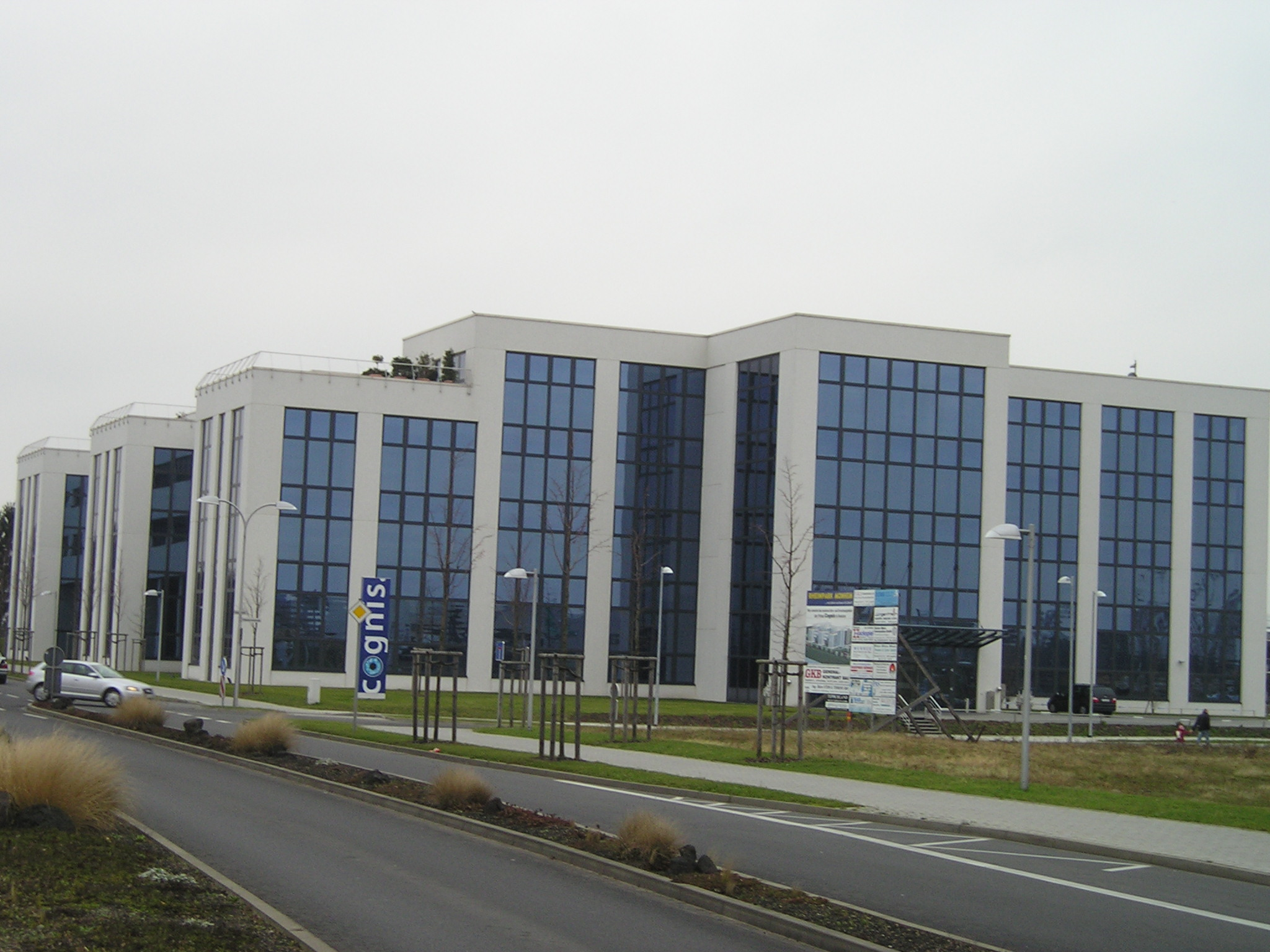
Verwaltungsgebäude in Monheim am Rhein

Cognis war ein weltweit tätiger Anbieter von Spezialchemie-Produkten und Inhaltsstoffen für Nahrungsmittel. Cognis wurde am 9. Dezember 2010 vom Chemiekonzern BASF übernommen und im Juli 2011 in die BASF-Gruppe integriert. 

## Geschichte
Das 1999 als hundertprozentige Tochtergesellschaft von Henkel gegründete Unternehmen befand sich von 2001 bis 2010 im Besitz der Private-Equity Fonds Permira, Goldman Sachs und Schroder Ventures Life Sciences.  Zwischen 2002 und 2011 war Antonio Trius der Chief Executive Officer von Cognis.
Um sich mehr auf seine Kerngeschäfte zu konzentrieren, verkaufte Cognis 2008 sein Tochterunternehmen Pulcra Chemicals an Fashion Chemicals. Im selben Jahr verkaufte das Unternehmen zudem seinen 50-prozentigen Anteil an dem Joint Venture Cognis Oleochemicals an PTT Chemical International Private Ltd., eine in Singapur ansässige Tochter der thailändischen PTT Global Chemical.
Im Jahr 2009 erzielte Cognis einen Gesamtumsatz von rund 2,6 Milliarden Euro und ein operatives Ergebnis (Adjusted EBITDA) von 364 Millionen Euro. Im Juni 2010 einigte sich BASF mit den bisherigen Cognis-Eigentümern unter Vorbehalt der behördlichen Zustimmung auf eine Übernahme des Unternehmens. Der Kauf für einen Betrag von 3,1 Milliarden Euro wurde am 30. November 2010 durch die europäische Kartellbehörde unter Auflagen genehmigt.

## Geschäftsbereiche und Produkte
Die von Cognis größtenteils auf natürlicher Basis produzierten Roh- und Wirkstoffe waren für verschiedene Märkte bestimmt. Dazu zählten der Ernährungs- und Gesundheitsmarkt sowie die Kosmetik-, Wasch- und Reinigungsmittelindustrie. Hinzu kamen industrielle Märkte wie Farben und Lacke, Schmierstoffe, Agrar und Bergbau.
Das Unternehmen unterteilte sich in drei Geschäftsbereiche:

### Care Chemicals
Der Geschäftsbereich Care Chemicals stellte Grund- und Zusatzstoffe für die Kosmetik-, Wasch- und Reinigungsmittelindustrie her. 2008 belief sich der Jahresumsatz auf 1.684 Mio. Euro.  
Marktsegmente waren:
- Hair/Body/Oral Care: Haarreinigung, Haarnachbehandlung, Gesichts- und Körperreinigung, Mundpflege
- Skin Care: Gesichts-, Körper- und Babypflege, Sonnenschutz, Deodorantien und Antitranspirantien, Dekorative Kosmetik, Personal Care Wipes
- Home Care: Oberflächenreinigung und -pflege, Textilpflege, Skintex Technologie
- Industrial & Institutional Cleaning: Reiniger, Textilpflege
- Silicates: Natrium- und Kalium-Silikate auf Basis von Quarzsand, kalzinierter Soda und Pottasche zur Verwendung in Waschmitteln, Reifen, Mineralfarben und Bleichmittel für die Papierindustrie

### Nutrition & Health
Im Segment Nutrition & Health wurden Wirk- und Hilfsstoffe für die Lebensmittel-, Nahrungsergänzungs- und Pharmaindustrie entwickelt und produziert. 2008 belief sich der Jahresumsatz auf 346 Mio. Euro. 
Marktsegmente waren:
- Food & Beverages: Nahrungsmittelemulgatoren, Spezial-Compounds und funktionelle Inhaltsstoffe vom Backzusatz bis zu Zusatzstoffen für Fertigdesserts, Pflanzensterole und Sterolester, Pflanzenextrakte, konjugierte Linolsäure (CLA), Omega-3-Fettsäuren, natürliches Vitamin E und natürliche Carotinoide, Luteinester
- Dietary Supplements: Natürliche Nährstoffe wie Vitamin E, Misch-Tocopherole, natürliche Carotinoide, Luteinester, Pflanzensterole und Sterolester, konjugierte Linolsäure (CLA) und Omega-3-Fettsäuren
- Pharmaceuticals & Healthcare: Hilfsstoffe für die pharmazeutische Industrie, vor allem auf Basis von hochreinen oleochemischen Grundstoffen und Derivaten, Trägerstoffe für Arzneimittel, Wirkstoffe und Grundchemikalien

### Functional Products
Functional Products entwickelte umweltverträgliche Inhaltsstoffe und Formulierungen, unter anderem für Beschichtungen und Farben, Schmierstoffe sowie Pflanzenschutzmittel. 2008 belief sich der Jahresumsatz auf 948 Mio. Euro.  
Marktsegmente waren:
- Coatings: Tenside, Additive, Bindemittel und Grundchemikalien für Farben und Lacke, Druckfarben, Klebstoffe und Polymerprodukte
- Lubricants: Komplette Formulierungen für  Hydraulik- und Getriebeschmierstoffe für Transportfahrzeuge, Windkraft-, Flugzeug- und Kühlschmierstoffe sowie Additive für Kraftstoffe und Metallbearbeitung
- AgroSolutions: Additive, grüne Lösungsmittel und Hilfsstoffe für Pflanzenschutzformulierungen
- Mining & Ion-Transfer Technology: Lösungen für Metallgewinnung, Metallrückgewinnung und -recycling sowie Entfernung von Schwermetallen aus Abfällen

## Nachhaltigkeit
Als ehemaliger Teil von Henkel verfügte Cognis über langjährige Erfahrung in naturbasierter Chemie und verfolgte das Prinzip der Nachhaltigkeit. In seinen Produktionsprozessen verarbeitete Cognis rund 50 Prozent nachwachsende Rohstoffe in Form von natürlichen Ölen, Fetten und Pflanzenextrakten. 
Anhand eines eigens entwickelten Klassifizierungssystems namens „Green Chemical Solutions“ konnten Kunden des Cognis Geschäftsbereichs Care Chemicals erkennen, wie hoch der Anteil der natürlichen erneuerbaren Rohstoffbasis im jeweiligen angebotenen Produkt war.  
Im Jahr 2001 erhielt Cognis als erster Spezialchemiehersteller weltweit die ISO-Matrix-Zertifizierung 9001 (Qualität) und 14001 (Umwelt).  Seit 2004 war Cognis aktives Mitglied im internationalen Roundtable on Sustainable Palm Oil (RSPO), der vom World Wildlife Fund for Nature (WWF) ins Leben gerufen wurde. 